# Otročok
Otročok, ungarisch Otrokocs (bis 1927 slowakisch Otrokoč) ist eine Gemeinde in der südlichen Mittelslowakei mit 320 Einwohnern (Stand 31. Dezember 2024), die zum Okres Revúca, einem Kreis des Banskobystrický kraj, gehört und in der traditionellen Landschaft Gemer liegt.

## Geographie

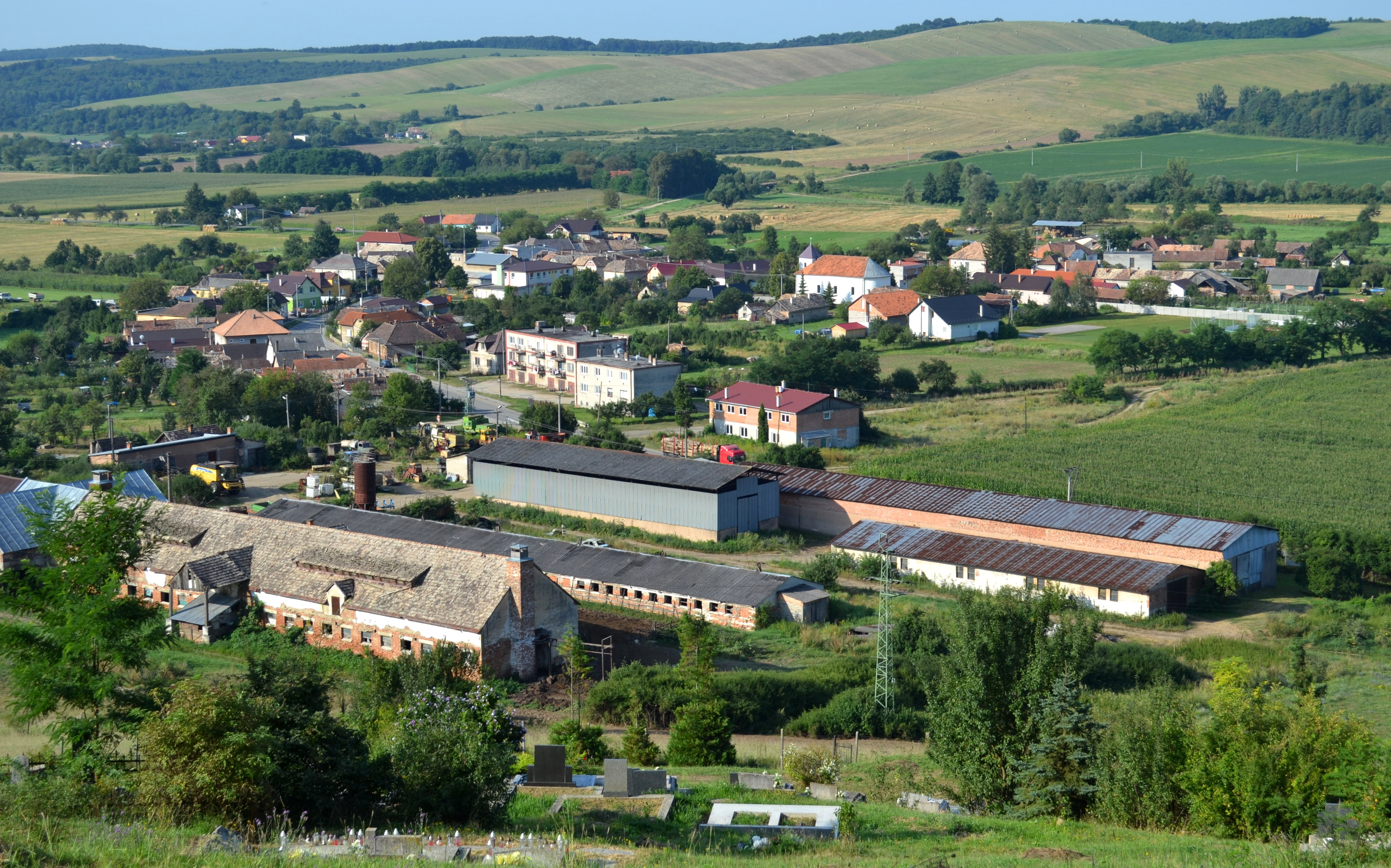
Otročok und Umgebung

Die Gemeinde befindet sich im Ostteil des Talkessels Rimavská kotlina (Teil der größeren Juhoslovenská kotlina), im Tal und am Unterlauf des Turiec im Einzugsgebiet der Slaná. Das Ortszentrum liegt auf einer Höhe von 185 m n.m. und ist fünf Kilometer von Tornaľa sowie 34 Kilometer von Revúca entfernt.
Nachbargemeinden sind Levkuška im Norden, Gemer im Osten, Žiar im Süden, Kaloša im Südwesten sowie Gemerské Michalovce und Rašice im Westen.

## Geschichte

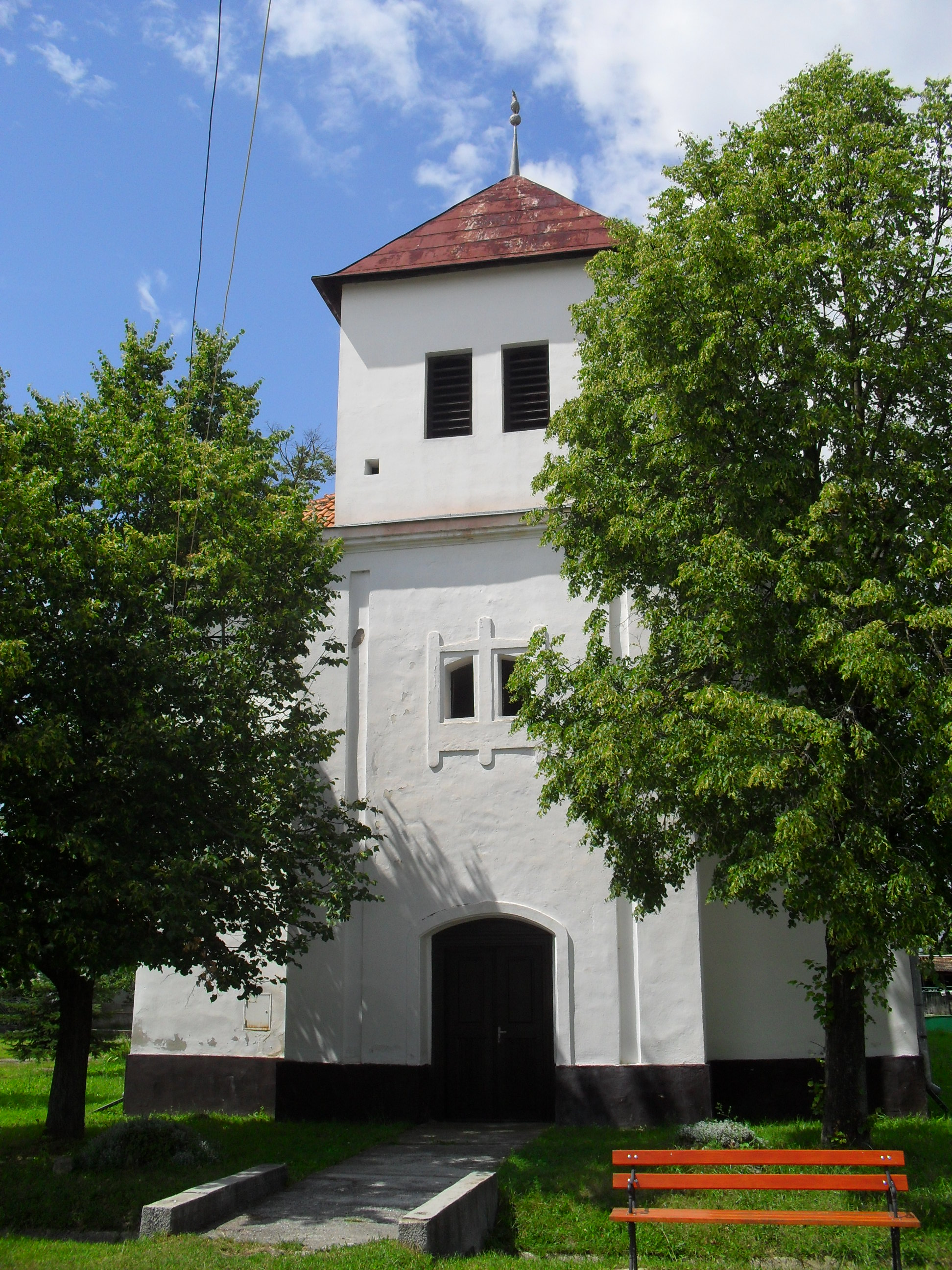
Reformierte Kirche in Otročok

Otročok wurde zum ersten Mal 1274 als Atrachyk schriftlich erwähnt, als König Ladislaus IV. Söhne von Atračík auf königliche Diener befördert hatte und sie vom Frondienst für die nahe Burg Gemer befreite. Im Laufe der Jahrhunderte entwickelte sich Otročok als landadliges Dorf. 1828 zählte man 77 Häuser und 583 Einwohner, die als Landwirte, Obst-, Reb- und Tabakbauern beschäftigt waren.
Bis 1918 gehörte der im Komitat Gemer und Kleinhont liegende Ort zum Königreich Ungarn und kam danach zur Tschechoslowakei beziehungsweise heute Slowakei. Auf Grund des Ersten Wiener Schiedsspruchs lag der Ort von 1938 bis 1944 noch einmal in Ungarn.

## Bevölkerung
| Jahr                | 1994 | 2004     | 2014    | 2024    |
| ------------------- | ---- | -------- | ------- | ------- |
| Anzahl der Personen | 245  | 301      | 319     | 320     |
| Unterschied         |      | +22,85 % | +5,98 % | +0,31 % |

| Jahr                | 2023 | 2024    |
| ------------------- | ---- | ------- |
| Anzahl der Personen | 326  | 320     |
| Unterschied         |      | −1,84 % |

Nach der Volkszählung 2011 wohnten in Otročok 311 Einwohner, davon 213 Magyaren und 93 Slowaken. Fünf Einwohner machten keine Angabe zur Ethnie.
140 Einwohner bekannten sich zur römisch-katholischen Kirche, 77 Einwohner zur reformierten Kirche, 12 Einwohner zur evangelisch-methodistischen Kirche, vier Einwohner zur Evangelischen Kirche A. B., drei Einwohner zu den Zeugen Jehovas und ein Einwohner zur altkatholischen Kirche. Zwei Einwohner bekannten sich zu einer anderen Konfession, 65 Einwohner waren konfessionslos und bei sieben Einwohnern wurde die Konfession nicht ermittelt.

## Baudenkmäler
- reformierte (calvinistische) Kirche im klassizistischen Stil aus dem Jahr 1827[6]

## Verkehr
Durch Otročok führt die Straße 2. Ordnung 532 zwischen Tornaľa-Behynce und Muráň. Der nächste Bahnanschluss ist der Bahnhof Tornaľa an der Bahnstrecke Bánréve–Dobšiná.